# Antonia Bratu
Antonia Bratu (Cluj-Napoca, 7 ottobre 2004) è una calciatrice rumena, difensore del Farul Costanza e della nazionale rumena.

## Carriera

### Club
Nata a Cluj-Napoca, nella Romania nord-occidentale, nel 2004, a 16 anni ha giocato con la squadra della sua città, l'U Olimpia Cluj, nei due turni preliminari di Women's Champions League, titolare in entrambe le gare, la vittoria casalinga nel 1º turno per 2-1 contro le maltesi del Birkirkara del 3 novembre 2020 e la sconfitta, anch'essa interna, nel 2º turno, per 1-0 con le georgiane del Lanchkhuti del 19 novembre.
A inizio 2021 si è trasferita in Italia, accasandosi al Sassuolo, formazione di Serie A, per giocare inizialmente nella squadra Primavera. Dopo solo una stagione in Italia torna in patria e si trasferisce al Politehnica Timișoara.

### Nazionale
Ha esordito in nazionale Under-17 nel 2019, disputando tre gare nelle qualificazioni all'Europeo di categoria di Svezia 2020, poi annullato a causa della pandemia di COVID-19, ottenendo una vittoria, un pareggio e una sconfitta, disputando per intero tutte e tre le gare.
Nel 2020 ha debuttato in gara ufficiale con la nazionale maggiore, il 23 ottobre, a 16 anni, nella sfida delle qualificazioni all'Europeo di Inghilterra 2022, in trasferta a Marijampolė contro la Lituania, vincendo per 4-0, subentrando all' 82' ad Andrea Herczeg.